# Anomala luminosa
Anomala luminosa är en skalbaggsart som beskrevs av Eugène Benderitter 1929. 
Anomala luminosa ingår i släktet Anomala och familjen Rutelidae. Inga underarter finns listade i Catalogue of Life.